# Shirataka
Shirataka (japanska: 白鷹町?, Shirataka-machi) är en landskommun (köping) i Yamagata prefektur i Japan. 